# 乙杉和平
乙杉 和平（おとすぎ わへい、1985年11月21日 - ）は、北海道出身の俳優およびタレント。以前は株式会社ワイケーエージェント（旧・セントラル）に所属。

## 略歴・人物
2012年に地元のモデル事務所に所属し、芸能界デビュー。2018年11月から2021年10月までセントラル（現ワイケーエージェント）に所属。

## 出演

### テレビ
- 逆転人生（NHK）
- 同期のサクラ（日本テレビ）
- 3年A組-今から皆さんは、人質です-（日本テレビ）
- ぐるぐるナインティナイン（日本テレビ）
- 幸せ!ボンビーガール （日本テレビ）
- シロでもクロでもない世界で、パンダは笑う。（日本テレビ）
- Heaven?～ご苦楽レストラン～（TBS）
- 病室で念仏を唱えないでください（TBS）
- 出川哲朗の恥の王様～恥の数だけ人生は豊かになる～（TBS）
- 半沢直樹II・エピソードゼロ〜狙われた半沢直樹のパスワード〜（TBS）
- 半沢直樹（TBS）
- おカネの切れ目が恋のはじまり（TBS）
- リコカツ（TBS）
- あと3回、君に会える（関西テレビ）
- シンデレラはオンライン中!（フジテレビ）
- 痛快TV スカッとジャパン（フジテレビ）
- チャンネルはそのまま!（北海道テレビ）
- 時効警察はじめました（テレビ朝日）
- べしゃり暮らし（テレビ朝日）
- 出没!アド街ック天国（テレビ東京）
- 死役所（テレビ東京）
- 世界にひとつだけの指輪（北海道文化放送）

### 映画
- こんな夜更けにバナナかよ 〜愛しき実話〜
- 劇場版 おっさんずラブ 〜LOVE or DEAD〜
- ぐらんぶる
- 踊ってミタ
- サイレント・トーキョー
- ミッドナイトスワン
- 浅田家!

### Webドラマ
- スペースマーケット
- 東京カレンダー港区おじさん
- 純烈ものがたり〜スーパー銭湯が泣いている〜（FOD）
- 東京ラブストーリー（FOD）

### CM
- 北洋銀行「スーパーアルカ」
- 財務省「国債」
- 白鶴酒造「白鶴まる」
- 森永乳業「マウントレーニア」
- 森永乳業「森永おいしいトマトヨーグルト」
- ダイレクトクラウド「DirectCloud-BOX」
- エム・ユー信用保証株式会社「【コンビニで返済OKコンビニ篇】」